# Insula Feydeau

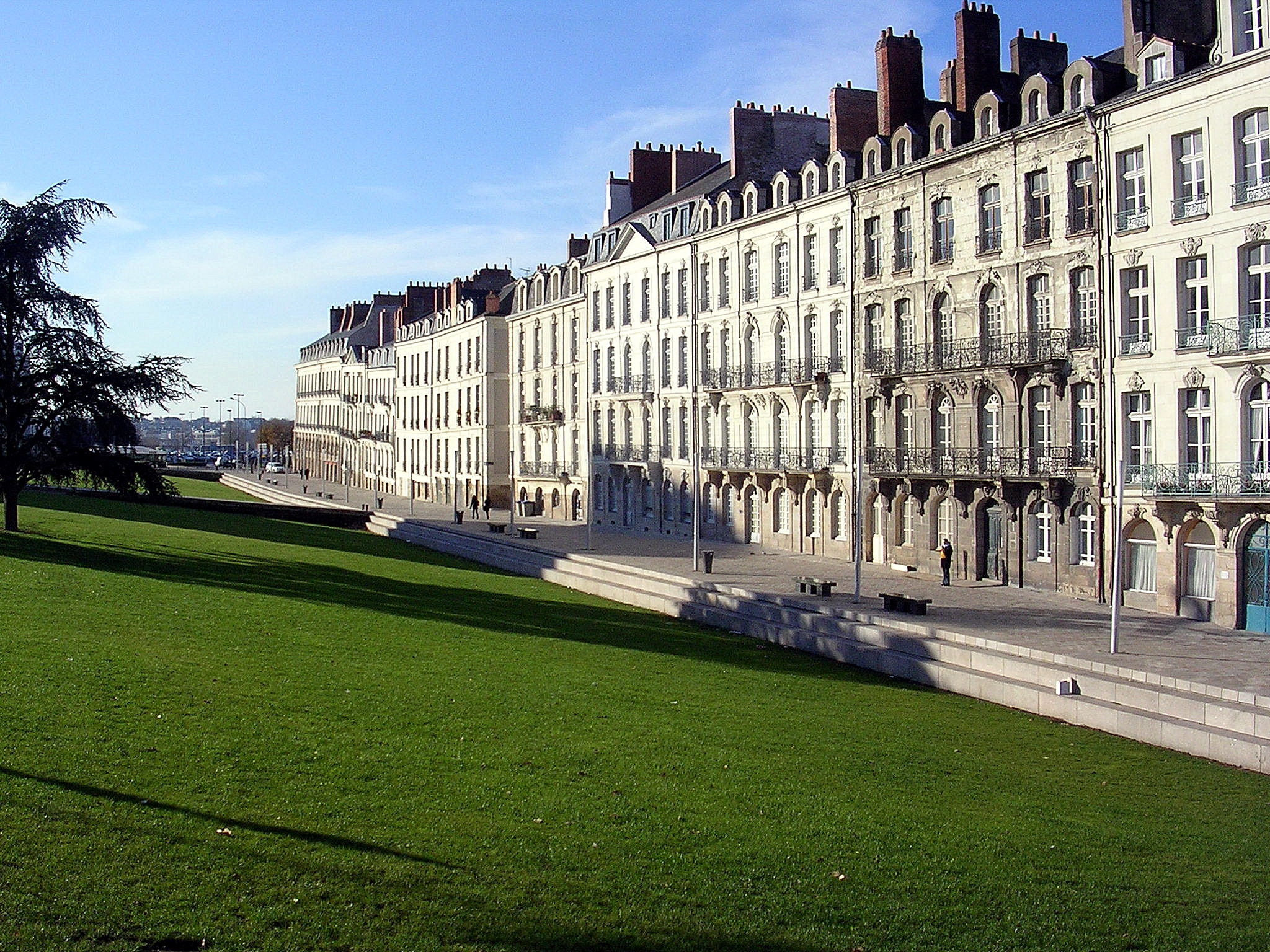

Insula Feydeau a fost o insulă mlăștinoasă din centrul orașului Nantes, regiunea Pays de la Loire, care a fost desecată și locuită din 1723. 
Aici s-a născut Jules Verne și a locuit o perioadă Jean-Baptiste Carrier.